# Renata Sandor
Renata Sandor (Jászberény,15 de dezembro de 1990) é uma voleibolista húngara que atua na posição de ponteira. Sandor mede 1,85 e consegue alcançar 311 cm no ataque e 301 cm no bloqueio. Atualmente defende as cores do clube alemão VC Stuttgart.
No ano de 2015 conquistou a medalha de ouro na Liga Europeia,ao bater a seleção da Turquia. Na final foi a maior pontuadora e eleita a MVP da competição.

## Clubes
| Clube              | De        | A         |
| ------------------ | --------- | --------- |
| Jászberényi RK     | 2003-2004 | 2007-2008 |
| Budapest SE-FCSM   | 2008-2009 | 2010-2011 |
| Vasas Budapest     | 2011-2012 | 2011-2012 |
| SVS Post Schwechat | 2012-2013 | 2013-2014 |
| VC Stuttgart       | 2014-2015 | …         |

## Conquistas

### Seleção
- Liga Europeia de 2015 - Premio de Melhor Jogadora

### Clubes
- Campeonato Húngaro - 2009, 2010, 2011, 2012.
- Copa da Hungria - 2010, 2011, 2012.
- Campeonato Austríaco - 2013, 2014.
- Copa da Alemanha - 2015.
- Campeonato Alemão - 2015.